# Анастасиадис, Ангелос
Ангелос Анастасиадис (греч.  Άγγελος Αναστασιάδης, 8 марта 1953, Салоники, Греция) — греческий футболист и тренер.

## Карьера

### Футболиста
Большую часть своей карьере провел в клубе ПАОК, в составе которого Анастасиадис становился чемпионом Греции. Также полузащитник некоторое время играл в другом ведущем клубе страны — «Панатинаикосе». Несколько лет хавбек вызывался в сборную Греции, за которую он провел 12 матчей и забил один гол.

### Тренера
Самостоятельную тренерскую карьеру Анастасиадис начал в 42 года в клубе «Кавала». Несколько раз специалист принимал родной ПАОК. Наилучшего достижения он достиг с ним в 2003 году, когда наставник привел команду к победе в розыгрыше Кубка страны. С июня 2000 по февраль Анастасиадис возглавлял «Панатинаикос».
В 2004 году грек сменил серба Момчило Вукотича у руля сборной Кипра. Всего он проработал с национальной командой семь лет и за это время Анастасиадис добился с нею прогресса в результатах.
В октябре 2018 года специалист был назначен на пост главного тренера сборной Греции. В этой должности он сменил немца Михаэля Скиббе, уволенного за неудовлетворительные результаты в Лиге наций УЕФА.

## Достижения

### Игровые
- Чемпион Греции (2): 1975/76, 1983/84.
- Обладатель Кубка Греции (3): 1974, 1982, 1984.

### Тренерские
- Обладатель Кубка Греции (1): 2003.